# Червената шапчица (филм, 2011)
Вижте пояснителната страница за други значения на Червената шапчица.
„Червената шапчица“ (на английски: Red Riding Hood) е американски филм от 2011 г. на режисьорката Катрин Хардуик, с участието на Аманда Сайфред и Гари Олдман.

## Сюжет
Внимание:  Текстът по-долу разкрива сюжета на произведението (или части от него)!
Сюжетът на „Червената шапчица“ разказва историята на Валъри (Аманда Сайфред), младо и красиво момиче, разкъсано от чувствата си към двама мъже. Тя е влюбена в новодошлия Питър (Шайло Фернандес), но нейните властни родители настояват тя да се омъжи за богатия благородник Хенри (Макс Айрънс). Решени да спасят връзката си, Валъри и Питър решават да избягат заедно. Но малко преди заветния ден, те научават, че по-голямата сестра на Валъри е била брутално убита от безмилостен върколак, бродещ из мрачната гора, заобикаляща тяхното малко селце.

## „Червената шапчица“ в България
Филмът се излъчва за първи път на 26 декември 2015 г. по bTV. Дублажът е на студио Медиа Линк. Екипът се състои от:
| Пост                | Име                                                                        |
| ------------------- | -------------------------------------------------------------------------- |
| Преводач            | Яна Янева                                                                  |
| Режисьор на дублажа | Мария Ангелова                                                             |
| Тонрежисьор         | Цветан Дацов                                                               |
| Озвучаващи артисти  | Йорданка Илова Албена Павлова Виктор Танев Момчил Степанов Николай Николов |